# أسعد غنما
أسعد غنما (14 فبراير 1930 - 18 يوليو 2006)  هو قائد عسكري أردني من بلدة الحصن في شمال الأردن ، خدم كرائد وقائد كتيبة المشاة 48 في الجيش الأردني خلال الحرب العربية الإسرائيلية عام 1967 ومعركة الكرامة. بعد حرب 1967 رقي إلى رتبة عميد وبقي في القوات المسلحة الأردنية حتى التقاعد. اشتهر بدوره في معركة السموع.